# Gliomastix novae-zelandiae
Gliomastix novae-zelandiae är en svampart som beskrevs av S. Hughes & C.H. Dickinson 1968. Gliomastix novae-zelandiae ingår i släktet Gliomastix, ordningen köttkärnsvampar, klassen Sordariomycetes, divisionen sporsäcksvampar och riket svampar.   Inga underarter finns listade i Catalogue of Life.